# Амалия фон Сайн-Витгенщайн
Амалия фон Сайн-Витгенщайн (на немски: Amalia von Sayn-Wittgenstein; Amalie von Sayn; * 13 октомври 1585; † 28 март 1633, Диленбург) е графиня от Сайн-Витгенщайн и чрез женитба графиня на Насау-Диленбург.

## Произход
Тя е дъщеря на граф Лудвиг I фон Сайн-Витгенщайн (1532 – 1605) и втората му съпруга графиня Елизабет фон Золмс-Лаубах (1549 – 1599), дъщеря на граф Фридрих Магнус I фон Солмс-Лаубах и Агнес фон Вид.

## Фамилия
Амалия фон Сайн-Витгенщайн се омъжва на 5 октомври 1605 г. в Диленбург за граф Георг фон Насау-Диленбург (* 1 септември 1562, Диленбург, † 9 август 1623, Диленбург). Тя е втората му съпруга. Те имат една дъщеря:
- Маргарета (* 5 септември 1606; † 30 януари 1661), омъжена в Диленбург през октомври 1626 г. за граф Ото фон Липе-Браке (* 21 декември 1589; † 18 ноември 1657), син на граф Симон VI фон Липе-Детмолд